# Atentado cultural
La expresión atentado cultural se refiere al acto de dar, regalar, o abandonar en un sitio público un documento cultural (libro, disco, revista, DVD, etc) para que quien lo encuentre pueda usarlo y disfrutarlo.
Nace de la naturaleza del deseo de compartir. Está relacionado con la cultura del copyleft, considerando que no hay ánimo de lucro y de este modo se le da mayor difusión y uso al contenido, además del acto solidario que supone. También podría ser considerado una actitud contraria a los derechos de autor más restrictivos.
- Datos: Q5710633